# Левицький Олександр Андрійович
Олекса́ндр Андрі́йович Леви́цький (*1885—†1965) — російський кінооператор. Заслужений діяч мистецтв Росії (1946). Основоположник російської школи операторського мистецтва.
Фільми:
- «Анна Кареніна» (1914)
- «Дворянське гніздо» (1914),
- «Енвер-паша — зрадник Туреччини» (1914),
- «Портрет Доріана Грея» (1915),
- «Незвичайні пригоди містера Веста в країні більшовиків» (1924),
- «Промінь смерті» (1925) та ін.

Провів документальні зйомки Володимира Ілліча Леніна; кадри використано в різних фільмах, зокрема у «Володимир Ілліч Ленін» (Сталінська премія, 1949).
При зйомці деяких епизодів фільму «Життя Л. Н. Толстого» вперше в історії російського кіно використав подвійну експозицію..
Професор Всесоюзного державного інституту кінематографії (з 1939 року).